# Pulcinella
Pulcinella és un ballet d'Ígor Stravinski basat en una obra de teatre del segle xviii entorn del personatge Pulcinella originari de la Commedia dell'arte. El ballet es va estrenar a l'Òpera de París el 15 de maig de 1920 sota la batuta d'Ernest Ansermet. El ballarí Léonide Massine va crear el llibret i la coreografia, i Pablo Picasso va dissenyar-ne els vestits i decorats originals. L'obra va ser encarregada per Serguei Diàguilev.

## Història
Diàghilev volia un ballet basat en un llibret i música de la Commedia dell'arte de principis del segle xviii que, en el temps de Diàghilev es creia que havia estat composta per Giovanni Battista Pergolesi. Més tard, es va demostrar que gran part de la música havia pogut ser escrita per Domenico Gallo, Carlo Ignazio Monza, Unico Wilhelm van Wassenaer i Alessandro Parisotti. Va ser Ernest Ansermet, el director, qui va suggerir la proposta a Stravinski el 1919, i encara que al compositor no el seduïa Pergolesi, una vegada que va estudiar les partitures que Diàghilev havia trobat a les biblioteques de Nàpols i Londres, va canviar d'opinió. No obstant això, Stravinski va reescriure aquesta música antiga d'una forma més moderna manllevant temes i textures concretes, però intercalant ritmes, cadències i harmonies modernes.
Pulcinella és sovint considerada com la primera peça del període neoclàssic de Stravinski. La partitura del ballet va ser revisada en 1965.

## Argument
El ballet es desenvolupa en un sol acte i inclou els personatges següents: Pulcinella, la seva núvia Pimpinella, el seu amic Furbo, els enamorats Florindo i Prudenza i els seus corresponents servents Coviello i Rosetta.
La història comença amb Florindo i Cloviello cantant serenates a Prudenza i Rosetta. Les dues dones no es deixen impressionar i responen als pretendents amb aigua. El pare de Prudenza, un doctor, apareix llavors i surt en la seva persecució.
Un nou episodi comença amb Rosetta ballant per a Pulcinella, que al final es besen. Pimpinella, que els estava espiant, interromp l'escena. Florindo i Cloviello arriben en aquest moment i, gelosos al seu torn de Pulcinella, li donen una pallissa durant la qual Pulcinella és apunyalat. Però, tot això és realment una farsa per a aconseguir que Pimpinella perdoni a Pulcinella. Així que, llavors, apareix Furbo disfressat de mag i ressuscita Pulcinella davant de tots. Pimpinella perdona a Pulcinella, i Prudenza i Rosetta sucumbeixen per fi al festeig de Florindo i Cloviello. El ballet conclou amb les noces de les tres parelles.

## Anàlisi musical

### Instrumentació
Aquesta obra està escrita per a una orquestra de cambra moderna amb soprano, tenor i baríton solistes.

### Estructura
El ballet Pulcinella està format pels moviments següents:
1. Obertura: Allegro moderato
2. Serenata: Larghetto, Mentre l'erbetta (tenor)
3. Scherzino: Allegro
4. Allegro
5. Andantino
6. Allegro
7. Ancora poco meno: Contento forse vivere (soprano)
8. Allegro assai
9. Allegro - alla breve: Amb queste paroline (baix)
10. Andante: Sento dire no'ncè pace (soprano, tenor & baix)
11. Allegro: Ncè sta quaccuna po (soprano & tenor)
12. Presto: Una te falan zemprece (tenor)
13. Allegro: Alla breve
14. Tarantela
15. Andantino: Se tu m'ami (soprano)
16. Allegro
17. Gavotta con due variazioni
18. Vivo
19. Tempo di minuetto: Pupillette, fiammette d'amore (soprano, tenor & baix)
20. Finale: Allegro assai

## Obres derivades del ballet

### SuitePulcinella
La suite Pulcinella deriva del ballet i no té parts cantades. La suite va ser revisada pel compositor el 1947, encara que algunes referències diuen que va ser el 1949.
Aquesta suite està formada per vuit moviments:
1. Sinfonia
2. Serenata
3. a: Scherzino b: Allegretto c: Andantino
4. Tarantella
5. Toccata
6. Gavotta (con due variazioni)
7. Vivo
8. a: Minuetto b: Finale

### SuiteItalienne
Stravinski va basar les obres següents en aquest ballet:
- 1925: Suite d'après des thèmes, fragments et morceaux de Giambattista Pergolesi per a violí i piano, en col·laboració amb Pablo Kochanski.
- 1932-1933: Suite Italienne per a violoncel i piano, en col·laboració amb Gregor Piatigorsky.
- 1933: Suite Italienne per a violí i piano, en col·laboració amb Samuel Dushkin.
- Una mica més tard, Jascha Heifetz i Piatigorsky va fer un arranjament per a violí i violoncel, que també es diu Suite Italienne.

## Rellevància
Pulcinella va ser la porta d'entrada a la segona etapa de Stravinski com a compositor a l'estil neoclàssic. Ell mateix va escriure sobre aquesta composició: 
| « | «Pulcinella va ser el meu descobriment del passat, l'epifania a través de la qual la totalitat de la meva obra tardana es va fer possible. Va ser una mirada cap enrere, és clar -la primera de les moltes històries d'amor en aquesta direcció-, però era més una mirada al mirall.» | » |

Aquesta idea va ser represa i revisada per dos experts ballarins del New York City Ballet, George Balanchine i Jerome Robbins, els qui van ballar en el Festival Stravinski de 1972, interpretant Robbins el paper protagonista.